# Teste de personalidade

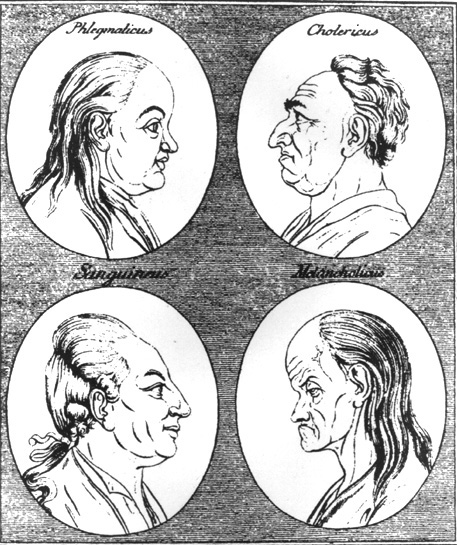
Os quatro temperamentos ilustrados por Johann Kaspar Lavater

Um teste de personalidade é um método de avaliação dos personalidade construtos humanos. A maioria dos instrumentos de avaliação de personalidade (apesar de serem vagamente denominados "testes de personalidade") são, na verdade, questionários de autorrelato introspectivos (ou seja, subjetivos) (dados Q, em termos de montões de dados) ou relatórios a partir de registros de vida (dados L), tais como escalas de avaliação. Tentativas de construir testes de desempenho reais para personalidade têm sido muito limitadas, embora Raymond Cattell com seu colega Frank Warburton tenha compilado uma lista de mais de 2000 testes objetivos separados que poderiam ser usados na construção de testes objetivos de personalidade. Uma exceção, no entanto, foi a Bateria de Testes Objetivo-Analíticos, um teste de desempenho projetado para medir quantitativamente 10 dimensões de traços de personalidade discernidas por análise fatorial.
Um grande problema com os métodos de dados L e dados Q é que, devido à transparência dos itens, escalas de avaliação e questionários de autorrelato, estes são altamente suscetíveis a distorções motivacionais e de resposta, que vão desde a falta de autoconhecimento adequado (ou percepções tendenciosas dos outros) até a completa dissimulação (fingir ser melhor/fingir ser pior), dependendo da razão/motivação para a avaliação realizada.
As primeiras medidas de avaliação de personalidade foram desenvolvidas na década de 1920 e foram destinadas a facilitar o processo de seleção de pessoal, especialmente nas forças armadas. Desde esses primeiros esforços, uma ampla variedade de escalas de personalidade e questionários foram desenvolvidos, incluindo o Inventário Multifásico de Personalidade de Minnesota (MMPI), o Questionário dos Dezesseis Fatores de Personalidade (16PF), as Escalas de Personalidade Comrey (CPS), entre muitos outros. Embora popular, especialmente entre consultores de pessoal, o Indicador de Tipo Myers–Briggs (MBTI) apresenta inúmeras deficiências psicométricas. Mais recentemente, uma série de instrumentos baseados no Modelo dos Cinco Fatores da personalidade foram construídos, como o Inventário NEO de Personalidade Revisado. No entanto, os Cinco Grandes e o relacionado Modelo dos Cinco Fatores foram questionados por explicarem menos de dois terços da variância dos traços conhecidos apenas na esfera da personalidade normal.
Estimativas sobre o valor da indústria de avaliação de personalidade nos EUA variam entre 2 e 4 bilhões de dólares por ano (a partir de 2013). A avaliação de personalidade é utilizada em uma ampla gama de contextos, incluindo aconselhamento individual e de relacionamento, psicologia clínica, psicologia forense, psicologia escolar, orientação profissional, testes de emprego, saúde e segurança ocupacional e gestão de relacionamento com o cliente.

## História

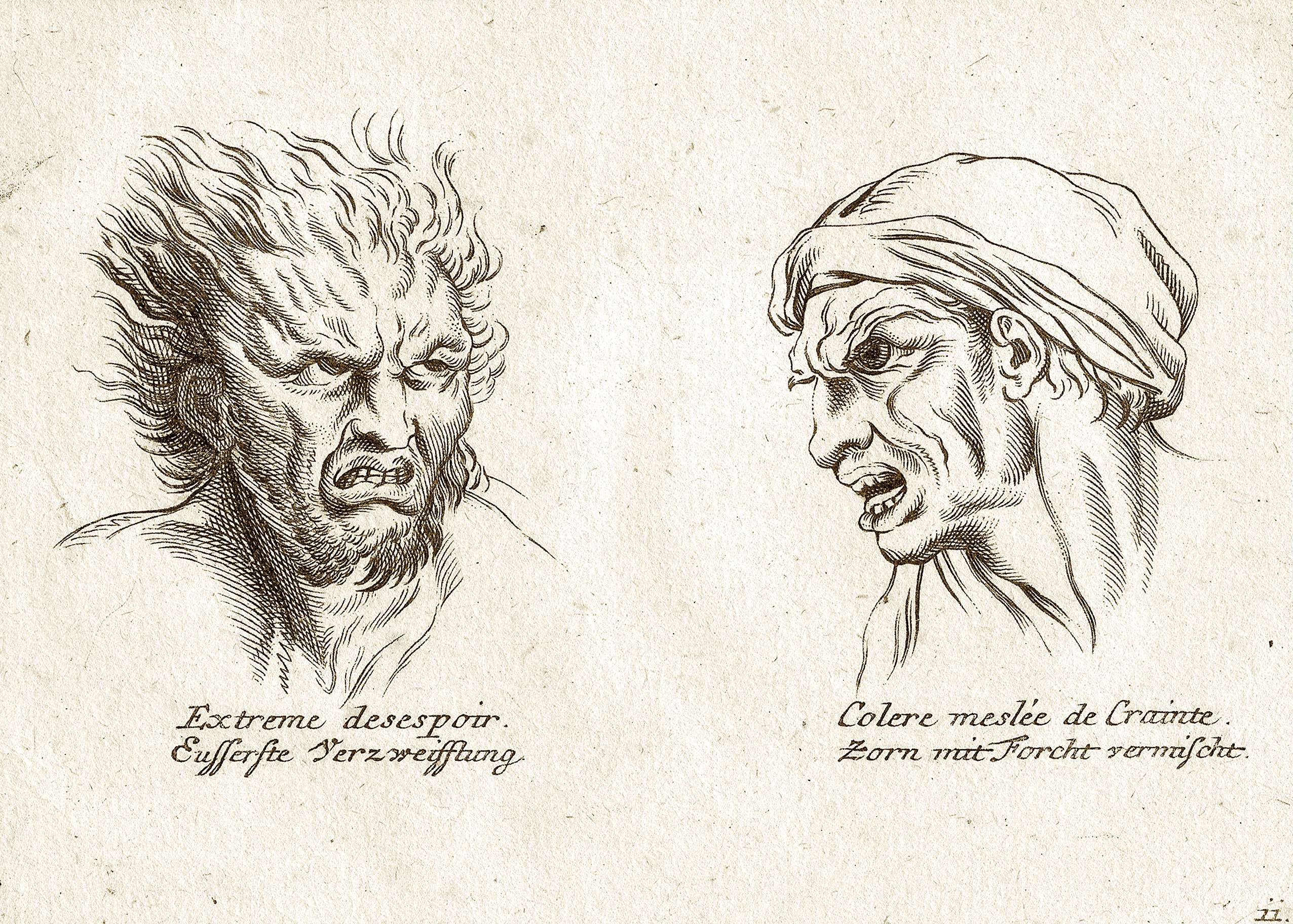
Ilustração em um livro do século XIX que representa a fisiognomia

As origens da avaliação de personalidade remontam aos séculos XVIII e XIX, quando a personalidade era avaliada por meio da frenologia (medição das saliências no crânio humano) e da fisiognomia, que avaliava a personalidade com base nas aparências externas da pessoa. Sir Francis Galton adotou uma abordagem diferente para avaliar a personalidade no final do século XIX. Com base na hipótese lexical, Galton estimou o número de adjetivos que descreviam a personalidade no dicionário inglês. A lista de Galton foi eventualmente refinada por Louis Leon Thurstone para 60 palavras que eram comumente usadas para descrever a personalidade na época. Por meio da análise fatorial das respostas de 1300 participantes, Thurstone conseguiu reduzir esse conjunto severamente restrito de 60 adjetivos para sete fatores comuns. Esse procedimento de análise fatorial de adjetivos comuns foi posteriormente utilizado por Raymond Cattell (o 7º psicólogo mais citado do século XX — com base na literatura de periódicos com revisão por pares), que subsequentemente utilizou um conjunto de dados de mais de 4000 termos afetivos do dicionário inglês, o que resultou na construção do Questionário dos Dezesseis Fatores de Personalidade (16PF), que também mediu até oito fatores de segunda ordem de personalidade. Dos muitos instrumentos introspectivos (ou seja, subjetivos) de autorrelato construídos para medir as supostas dimensões dos Cinco Grandes da personalidade, talvez o mais popular tenha sido o Inventário NEO de Personalidade Revisado (NEO-PI-R). No entanto, as propriedades psicométricas do NEO-PI-R (incluindo sua validade fatorial/constructo) foram severamente criticadas.
Outro instrumento de personalidade inicial foi o Ficha de Dados Pessoais de Woodworth, um inventário de autorrelato desenvolvido para a Primeira Guerra Mundial e utilizado para o rastreamento psiquiátrico dos novos recrutas.

## Visão geral
Existem muitos tipos diferentes de medidas de avaliação de personalidade. O inventário de autorrelato envolve a administração de muitos itens que exigem que os respondentes avaliem introspectivamente suas próprias características de personalidade. Isso é altamente subjetivo e, devido à transparência dos itens, tais medidas de dados Q são altamente suscetíveis a distorções motivacionais e de resposta. Os respondentes são solicitados a indicar seu nível de concordância com cada item utilizando uma escala de Likert ou, mais precisamente, uma escala do tipo Likert. Um item em um questionário de personalidade, por exemplo, pode pedir aos respondentes que avaliem o grau em que concordam com a afirmação "Eu converso com muitas pessoas diferentes em festas" em uma escala de 1 ("discordo fortemente") a 5 ("concordo fortemente").
Historicamente, o instrumento multidimensional de personalidade mais amplamente utilizado é o Inventário Multifásico de Personalidade de Minnesota (MMPI), um instrumento de psicopatologia originalmente concebido para avaliar a nosologia psiquiátrica arcaica.
Além dos inventários subjetivos/introspectivos de autorrelato, existem vários outros métodos para avaliar a personalidade humana, incluindo medidas observacionais, avaliações de terceiros, testes projetivos (por exemplo, o TAT e o Manchas de tinta) e testes objetivos reais de desempenho (dados T).

## Tópicos

### Normas
O significado dos escores de um teste de personalidade é difícil de interpretar de forma direta. Por essa razão, um esforço substancial é feito pelos produtores de testes de personalidade para produzir normas que forneçam uma base comparativa para a interpretação dos escores de um respondente. Formatos comuns para essas normas incluem postos percentil, escores z, escores sten e outras formas de escores padronizados.

### Desenvolvimento de testes
Uma quantidade substancial de pesquisa e reflexão foi dedicada ao tema do desenvolvimento de testes de personalidade. O desenvolvimento de testes de personalidade tende a ser um processo iterativo pelo qual um teste é progressivamente refinado. O desenvolvimento de testes pode prosseguir com base em fundamentos teóricos ou estatísticos. Existem três estratégias gerais comumente utilizadas: Indutiva, Dedutiva e Empírica.
A construção dedutiva de avaliação começa selecionando um domínio ou construto a ser medido. O construto é definido de forma abrangente por especialistas e são criados itens que representam plenamente todos os atributos da definição do construto. Os itens do teste são então selecionados ou eliminados com base naqueles que resultarão na maior validade interna para a escala. Medidas criadas por meio da metodologia dedutiva são igualmente válidas e levam significativamente menos tempo para serem construídas em comparação com medidas indutivas e empíricas. As perguntas claramente definidas e com validade aparente que resultam desse processo tornam-nas fáceis de compreender para a pessoa que está realizando a avaliação. Embora itens sutis possam ser criados por meio do processo dedutivo, esses itens muitas vezes não são tão capazes de detectar a mentira quanto outros métodos de construção de testes de personalidade.
A construção indutiva de avaliação começa com a criação de uma infinidade de itens diversos. Os itens criados para uma medida indutiva não têm a intenção de representar qualquer teoria ou construto em particular. Uma vez criados, os itens são administrados a um grande grupo de participantes. Isso permite que os pesquisadores analisem as relações naturais entre as perguntas e rotulem os componentes da escala com base em como as perguntas se agrupam. Diversas técnicas estatísticas podem ser utilizadas para determinar os construtos avaliados pela medida. A Análise Fatorial Exploratória e a Análise Fatorial Confirmatória são duas das técnicas de redução de dados mais comuns que permitem aos pesquisadores criar escalas a partir das respostas aos itens iniciais.[carece de fontes?]
O Modelo dos Cinco Fatores da personalidade foi desenvolvido utilizando esse método. Métodos estatísticos avançados incluem a oportunidade de descobrir relações previamente não identificadas ou inesperadas entre itens ou construtos. Também pode permitir o desenvolvimento de itens sutis que impedem os avaliados de saber o que está sendo medido e podem representar a estrutura real de um construto melhor do que uma teoria pré-desenvolvida. As críticas incluem a vulnerabilidade de encontrar relações entre itens que não se aplicam a uma população mais ampla, dificuldade em identificar o que pode ser medido em cada componente devido a relações confusas entre os itens, ou construtos que não foram totalmente abordados pelas perguntas originalmente criadas.
Avaliações de personalidade derivadas empiricamente requerem técnicas estatísticas. Um dos objetivos centrais da avaliação empírica de personalidade é criar um teste que discrimine de forma válida entre duas dimensões distintas da personalidade. Testes empíricos podem levar muito tempo para serem construídos. Para garantir que o teste está medindo o que se propõe a medir, os psicólogos primeiro coletam dados por meio de autorrelatos ou relatos de observadores, idealmente de um grande número de participantes.

### Autorrelato versus avaliação por observadores
Um teste de personalidade pode ser administrado diretamente à pessoa avaliada ou a um observador. Em um autorrelato, o indivíduo responde aos itens de personalidade conforme se referem a ele mesmo. Os autorrelatos são comumente utilizados. Em um relato de observador, uma pessoa responde aos itens de personalidade conforme se referem a outra pessoa. Para produzir os resultados mais precisos, o observador precisa conhecer a pessoa avaliada. Combinar os escores de um autorrelato e de um relato de observador pode reduzir erros, proporcionando uma descrição mais precisa da pessoa avaliada. Autorrelatos e relatos de observadores tendem a produzir resultados semelhantes, apoiando sua validade.

### Relatos de observação direta
A observação direta envolve uma segunda parte que observa e avalia diretamente outra pessoa. A segunda parte observa como o alvo da observação se comporta em determinadas situações (por exemplo, como uma criança se comporta em um pátio escolar durante o recreio). As observações podem ocorrer em um ambiente natural (por exemplo, um pátio escolar) ou artificial (laboratório de psicologia social). A observação direta pode ajudar a identificar candidatos a emprego (por exemplo, amostras de trabalho) que provavelmente serão bem-sucedidos ou o apego materno em crianças pequenas (por exemplo, a Mary Ainsworth e a situação estranha). O objetivo do método é observar diretamente comportamentos "genuínos" no alvo. Uma limitação da observação direta é que as pessoas avaliadas podem mudar seu comportamento porque sabem que estão sendo observadas. Uma segunda limitação é que alguns traços comportamentais são mais difíceis de serem observados (por exemplo, sinceridade) do que outros (por exemplo, sociabilidade). Uma terceira limitação é que a observação direta é mais cara e demorada do que vários outros métodos (por exemplo, autorrelato).

### Testes de personalidade no ambiente de trabalho
Embora os testes de personalidade remontem ao início do século XX, não foi até 1988, quando se tornou ilegal nos Estados Unidos que os empregadores usassem polígrafo, que começaram a utilizar testes de personalidade de forma mais ampla. A ideia por trás desses testes de personalidade é que os empregadores podem reduzir suas taxas de rotatividade e prevenir perdas econômicas na forma de pessoas propensas a furtos, abuso de drogas, transtornos emocionais ou violência no ambiente de trabalho. Há a possibilidade de que um candidato falsifique respostas aos itens do teste de personalidade para que o candidato pareça mais atraente para a organização empregadora do que a pessoa realmente é.
Testes de personalidade são frequentemente parte dos serviços de consultoria de gestão; possuir uma certificação para conduzir um teste específico é uma forma de um consultor oferecer um serviço adicional e demonstrar suas qualificações. Os testes são utilizados para selecionar candidatos a emprego potenciais, bem como para identificar quais funcionários são mais adequados para promoção. O governo federal dos Estados Unidos é um cliente notável dos serviços de testes de personalidade fora do setor privado, com aproximadamente 200 agências federais, incluindo o setor militar, utilizando serviços de avaliação de personalidade.
Apesar das evidências que mostram que os testes de personalidade são uma das métricas menos confiáveis na avaliação de candidatos a emprego, eles permanecem populares como forma de triagem de candidatos.

### Avaliação de testes
Existem vários critérios para avaliar um teste de personalidade. Para que um teste seja bem-sucedido, os usuários precisam ter certeza de que (a) os resultados do teste são replicáveis e (b) o teste mede o que seus criadores afirmam que mede. Fundamentalmente, espera-se que um teste de personalidade demonstre confiabilidade e validade. A confiabilidade refere-se ao grau em que os escores do teste, se o teste fosse administrado a uma amostra duas vezes em um curto período de tempo, seriam semelhantes em ambas as administrações. A validade do teste refere-se às evidências de que um teste mede o construto (por exemplo, neuroticismo) que se propõe a medir.

### Análise
A resposta de um respondente é utilizada para computar a análise. A análise dos dados é um processo longo. Duas teorias principais são utilizadas aqui: a teoria clássica dos testes (CTT), usada para o escore observado; e a teoria de resposta ao item (TRI), "uma família de modelos para as respostas dos indivíduos aos itens". As duas teorias se concentram em diferentes "níveis" de respostas e os pesquisadores são instados a utilizar ambas para apreciar plenamente seus resultados.

### Não-resposta
Primeiramente, a não-resposta aos itens precisa ser tratada. A não-resposta pode ser do tipo unitária, quando uma pessoa não responde nenhum dos n itens, ou por item, isto é, cada pergunta individualmente. A não-resposta unitária geralmente é tratada com exclusão. A não-resposta por item deve ser tratada por meio de imputação – o método utilizado pode variar entre itens de teste e de questionário.

### Pontuação
O método convencional de pontuação dos itens é atribuir '0' para uma resposta incorreta e '1' para uma resposta correta. Quando os testes têm mais opções de resposta (por exemplo, itens de múltipla escolha), utiliza-se '0' para incorreto, '1' para parcialmente correto e '2' para correto. Os testes de personalidade também podem ser pontuados utilizando uma abordagem dimensional (normativa) ou tipológica (ipsativa). Abordagens dimensionais, como os Cinco Grandes, descrevem a personalidade como um conjunto de dimensões contínuas nas quais os indivíduos diferem. A partir dos escores dos itens, um escore "observado" é calculado. Geralmente, isso é obtido somando os escores dos itens sem ponderação.

## Críticas e controvérsias

### Personalidade versus fatores sociais
Nas décadas de 1960 e 1970, alguns psicólogos descartaram a ideia de personalidade, considerando que grande parte do comportamento é específico do contexto. Essa ideia foi apoiada pelo fato de que a personalidade frequentemente não prevê o comportamento em contextos específicos. No entanto, pesquisas mais extensas mostraram que, quando o comportamento é agregado em diferentes contextos, a personalidade pode ser, em sua maioria, um bom preditor do comportamento. Quase todos os psicólogos agora reconhecem que tanto os fatores sociais quanto as diferenças individuais (isto é, a personalidade) influenciam o comportamento. O debate atualmente gira mais em torno da importância relativa de cada um desses fatores e de como esses fatores interagem.

### Falsificação pelos respondentes
Um problema com medidas de autorrelato de personalidade é que os respondentes frequentemente conseguem distorcer suas respostas. Falsificação intencional ocorre quando as respostas são distorcidas para obter algum benefício. Existem dois tipos principais de falsificação: falsificar para parecer melhor (faking-good) e falsificar para parecer pior (faking-bad).
Várias meta-análises mostram que as pessoas são capazes de mudar substancialmente seus escores em testes de personalidade quando esses testes são realizados sob condições de alta pressão, como parte de um procedimento de seleção de emprego.
Trabalhos em configurações experimentais também demonstraram que, quando amostras de estudantes foram solicitadas a falsificar deliberadamente em um teste de personalidade, ficou claro que eles são capazes de fazê-lo.
Em 2007, mais de 5000 candidatos a emprego que completaram o mesmo teste de personalidade duas vezes com um intervalo de seis meses verificaram que seus resultados não apresentaram diferenças significativas, indicando potencialmente que as pessoas podem não distorcer significativamente suas respostas.
Várias estratégias foram adotadas para reduzir e detectar a falsificação pelos respondentes. Pesquisadores estão analisando o tempo de resposta em testes administrados eletronicamente para avaliar a falsificação. Sintaxe breve e simples tende a apresentar tempos de resposta mais longos em respostas falsificadas em comparação com respostas verdadeiras; formulações mais longas, complexas e negativas não apresentam diferenças no tempo. Uma estratégia envolve fornecer um aviso no teste de que existem métodos para detectar a falsificação e que a detecção resultará em consequências negativas para o respondente (por exemplo, não ser considerado para o emprego). Testes de escolha forçada (ipsative) possuem três formatos: PICK (selecionar a afirmação que melhor se encaixa), MOLE (selecionar a afirmação que mais e a que menos se encaixa) e RANK (classificar da mais para a menos semelhante); a eficácia do uso de escolha forçada para prevenir a falsificação é inconclusiva.
Mais recentemente, abordagens da Teoria da Resposta ao Item foram adotadas com algum sucesso na identificação de perfis de resposta aos itens que sinalizam falsificadores. Embora as pessoas possam falsificar na prática, raramente o fazem em nível significativo. Falsificar com sucesso significa saber qual seria a resposta ideal. Mesmo com algo tão simples como a assertividade, pessoas que não são assertivas e tentam parecer assertivas frequentemente selecionam os itens errados. Isso ocorre porque pessoas não assertivas confundem assertividade com agressividade, raiva, comportamento opositor, etc.

### Pesquisa psicológica
Pesquisas sobre a importância da personalidade e da inteligência na educação mostram evidências de que, quando terceiros fornecem a avaliação de personalidade, em vez do autorrelato, o resultado é quase quatro vezes mais preciso para prever as notas.

### Aplicações adicionais
O questionário MBTI é uma ferramenta popular para que as pessoas a utilizem como parte da autoanálise ou para encontrar uma forma abreviada de descrever como se relacionam com os outros na sociedade. É bem conhecido por sua ampla adoção em práticas de contratação, mas também é popular entre os indivíduos por seu foco exclusivamente em traços positivos e "tipos" com nomes memoráveis. Alguns usuários do questionário se identificam por seu tipo de personalidade em redes sociais e perfis de namoro. Devido à rigorosa aplicação dos direitos autorais pelo editor, muitas avaliações provêm de sites gratuitos que oferecem testes modificados com base na estrutura.
Quizzes de tipo de personalidade não científicos também são uma forma comum de entretenimento. Em particular, o BuzzFeed ficou bem conhecido por publicar quizzes criados por usuários, com testes de personalidade muitas vezes baseados em decidir com qual personagem ou celebridade da cultura pop o usuário mais se assemelha.
Testes de personalidade também têm sido usados como forma de teste de aptidão em ambientes de trabalho ou escolares. Um teste abrangendo 15 tipos de personalidade, incluindo os traços de personalidade dos "Big-5", foi utilizado em um estudo para verificar se há correlação entre os escores de personalidade de pilotos e o sucesso na área da aviação. Os resultados mostraram correlação entre escores altos em conscienciosidade e autoconfiança, mas níveis baixos de neuroticismo tiveram escores de aprovação mais elevados em testes de aviação. No entanto, os testes de personalidade não são uma ciência exata e não podem prever com precisão o "piloto ideal".
Testes de personalidade também estão sendo adaptados para uso em animais de criação. Eles buscam identificar se os animais são ousados, temerosos ou destemidos, e como interagem com outros animais de criação. Esses testes são projetados para prever uma ampla variedade de aspectos e quão bem eles se sairão na fazenda. Por exemplo, com galinhas, o teste pode prever se elas vocalizarão seu medo. Esses testes podem ajudar os agricultores a melhorar o bem-estar e a produtividade de seus animais.

### Perigos
Existe uma questão de privacidade a ser considerada, forçando os candidatos a revelar pensamentos e sentimentos privados por meio de suas respostas, o que parece se tornar uma condição para o emprego. Outro perigo é a discriminação ilegal de certos grupos sob o pretexto de um teste de personalidade.
Além dos riscos de que os resultados dos testes de personalidade sejam usados fora de um contexto apropriado, eles podem fornecer resultados imprecisos quando conduzidos de forma inadequada. Em particular, os testes de personalidade ipsative são frequentemente mal utilizados em recrutamento e seleção, onde são erroneamente tratados como medidas normativas.

## Efeitos dos avanços tecnológicos na área
Os novos avanços tecnológicos estão ampliando as formas possíveis de coletar e analisar dados, e diversificando os tipos de dados que podem ser usados para avaliar a personalidade de maneira confiável. Embora avaliações qualitativas das redes sociais de candidatos a emprego existam há quase tanto tempo quanto as próprias redes sociais, muitos estudos científicos conseguiram quantificar padrões no uso das redes sociais em diversas métricas para avaliar a personalidade quantitativamente. Dispositivos inteligentes, como smartphones e smartwatches, também estão sendo usados para coletar dados de novas maneiras e em quantidades sem precedentes. Além disso, a tecnologia de varredura cerebral melhorou drasticamente, e agora está sendo desenvolvida para analisar as personalidades dos indivíduos com extrema precisão.
Além dos métodos de coleta de dados em avanço, os métodos de processamento de dados também estão melhorando rapidamente. Avanços em big data e reconhecimento de padrões em enormes bases de dados (data mining) permitiram uma análise de dados melhor do que nunca. Além disso, isso permite a análise de grandes quantidades de dados que antes eram difíceis ou impossíveis de interpretar de forma confiável (por exemplo, da internet). Existem outras áreas de trabalho atuais também, como a gamificação de testes de personalidade para torná-los mais interessantes e reduzir os efeitos de fenômenos psicológicos que distorcem os dados de avaliação de personalidade.
Essa coleta de dados também resultou em testes de personalidade criados por máquina com base na pegada digital de uma pessoa. Até agora, os testes se mostraram razoavelmente precisos, mas esse tipo de tecnologia é muito novo. Este artigo foca especificamente em como a mineração de dados desempenha um papel na personalidade.
Com os novos métodos de coleta de dados vêm novas preocupações éticas, como a análise excessiva dos dados públicos de uma pessoa para fazer avaliações sobre sua personalidade e quando o consentimento é necessário.

## Exemplos de testes de personalidade
- O primeiro teste moderno de personalidade foi o Ficha de Dados Pessoais de Woodworth, que foi utilizado pela primeira vez em 1919. Ele foi projetado para ajudar o Exército dos Estados Unidos a selecionar recrutas que pudessem ser suscetíveis a choque de artilharia.
- O Teste de Rorschach foi introduzido em 1921 como uma forma de determinar a personalidade por meio da interpretação de manchas de tinta.
- O Teste de Apercepção Temática foi encomendado pelo Office of Strategic Services (O.S.S.) na década de 1930 para identificar personalidades que poderiam ser suscetíveis a serem influenciadas pela inteligência inimiga.
- O Inventário Multifásico de Personalidade de Minnesota foi publicado em 1942 como uma forma de auxiliar na avaliação da psicopatologia em um ambiente clínico. Ele também pode ser utilizado para avaliar o Personality Psychopathology Five (PSY-5),[62] que são semelhantes ao Modelo dos Cinco Fatores (FFM; ou Cinco Grandes traços de personalidade).
- O Indicador de Tipo Myers–Briggs (MBTI) é um questionário projetado para medir as preferências psicológicas em como as pessoas percebem o mundo e tomam decisões. Esse teste indicador de 16 tipos é baseado em Tipos Psicológicos de Carl Jung, desenvolvido durante a Segunda Guerra Mundial por Isabel Myers e Katharine Briggs. O indicador de 16 tipos inclui uma combinação de Extroversão-Introversão, Sensação-Intuição, Pensamento-Sentimento e Julgamento-Percepção. O MBTI utiliza duas divisões comportamentais opostas em quatro escalas que resultam em um "tipo de personalidade".
- O OAD Survey é uma lista de adjetivos designada para medir sete traços de personalidade relacionados ao trabalho e comportamentos laborais: Assertividade-Conformidade, Extroversão-Introversão, Paciência-Impaciência, Detalhe-Amplo, Alta Versatilidade-Baixa Versatilidade, Baixo QI Emocional-Alto QI Emocional, Baixa Criatividade-Alta Criatividade. Foi publicado pela primeira vez em 1990, com revisões periódicas de normas para assegurar a validade, confiabilidade e ausência de viés da escala.
- O Keirsey Temperament Sorter, desenvolvido por David Keirsey, é influenciado pelos dezesseis tipos de Isabel Myers e pelos quatro tipos de Ernst Kretschmer.
- O Teste True Colors, desenvolvido por Don Lowry em 1978, é baseado no trabalho de David Keirsey em seu livro Please Understand Me, assim como no Indicador de Tipo Myers–Briggs, e fornece um modelo para compreender os tipos de personalidade utilizando as cores azul, dourado, laranja e verde para representar quatro temperamentos básicos de personalidade.[63]
- O 16PF Questionnaire (16PF) foi desenvolvido por Raymond Cattell e seus colegas nas décadas de 1940 e 1950 na busca de descobrir os traços básicos da personalidade humana utilizando metodologia científica. O teste foi publicado pela primeira vez em 1949, e está agora em sua 5ª edição, publicada em 1994. É utilizado em uma ampla variedade de contextos para aconselhamento individual e conjugal, orientação profissional e desenvolvimento de funcionários, em ambientes educacionais e para pesquisas básicas.
- O Teste EQSQ, desenvolvido por Simon Baron-Cohen e Sally Wheelwright, centra-se na teoria da empatia-sistematização dos tipos de cérebros masculino versus feminino.
- O Personality and Preference Inventory (PAPI), originalmente concebido pelo Dr. Max Kostick, Professor de Psicologia Industrial do Boston State College, em Massachusetts, EUA, no início da década de 1960, avalia o comportamento e os estilos de trabalho preferidos dos indivíduos.
- O Strength Deployment Inventory, desenvolvido por Elias Porter em 1971, é baseado em sua teoria da Consciência Relacional. Porter foi o primeiro psicometricista conhecido a utilizar cores (vermelho, verde e azul) como atalhos para comunicar os resultados de um teste de personalidade.[64]
- O Newcastle Personality Assessor (NPA), criado por Daniel Nettle, é um breve questionário projetado para quantificar a personalidade em cinco dimensões: Extroversão, Neuroticismo, Conscienciosidade, Agradabilidade e Abertura.[65]
- A avaliação DISC assessment é baseada na pesquisa de William Moulton Marston e em trabalhos posteriores de John Grier, e identifica quatro tipos de personalidade: Dominância; Influência; Estabilidade e Conscienciosidade. É amplamente utilizada em empresas da Fortune 500, organizações com e sem fins lucrativos.
- O Winslow Personality Profile mede 24 traços em uma escala de décimos. Tem sido utilizado na National Football League, na National Basketball Association, na National Hockey League e em todas as escolhas de draft da Major League Baseball nos últimos 30 anos[66] e pode ser realizado online para desenvolvimento pessoal.[67]
- Outros testes de personalidade incluem Forté Profile, o Millon Clinical Multiaxial Inventory, o Eysenck Personality Questionnaire, os Swedish Universities Scales of Personality, o The Hand Test de Edwin E. Wagner e o Enneagram of Personality.
- O Inventário de Personalidade HEXACO – Revisado (HEXACO PI-R) é baseado no modelo HEXACO de estrutura da personalidade, que consiste em seis domínios: os cinco domínios do modelo dos Cinco Grandes, bem como o domínio da Honestidade-Humildade.[68]
- O Personality Inventory for DSM-5 (PID-5) foi desenvolvido em setembro de 2012 pelo Grupo de Trabalho de Personalidade e Transtornos de Personalidade do DSM-5 em relação a um modelo de traços de personalidade proposto para o DSM-5. O PID-5 inclui 25 traços de personalidade maladaptativos, conforme determinado por Krueger, Derringer, Markon, Watson e Skodol.[69]
- O Process Communication Model (PCM), desenvolvido por Taibi Kahler com financiamento da NASA, foi utilizado para auxiliar na seleção de astronautas para o ônibus espacial. Agora, é uma avaliação de personalidade não clínica, bem como uma metodologia de comunicação e gestão que é aplicada à administração corporativa, comunicações interpessoais, educação e análise em tempo real de interações em call centre.[70][71]
- O Birkman Method (TBM) foi desenvolvido por Roger W. Birkman no final dos anos 1940. O instrumento consiste em dez escalas que descrevem "preferências ocupacionais" (Interesses), 11 escalas que descrevem "comportamentos eficazes" (Comportamento usual) e 11 escalas que descrevem expectativas interpessoais e ambientais (Necessidades). Um conjunto correspondente de 11 valores escalares foi derivado para descrever "comportamentos menos eficazes" (Comportamento de estresse). O TBM foi criado empiricamente. O modelo psicológico está mais intimamente associado ao trabalho de Kurt Lewin. A análise ocupacional consiste em 22 famílias de cargos com mais de 200 títulos de trabalho associados conectados ao O*Net.
- O International Personality Item Pool (IPIP) é um conjunto de itens de personalidade de domínio público com mais de 2000 itens, que podem ser utilizados para medir muitas variáveis de personalidade, incluindo o Modelo dos Cinco Fatores.[72]
- A Guilford-Zimmerman Temperament Survey examinou 10 fatores que representavam a personalidade normal, e foi utilizada tanto em estudos longitudinais quanto para examinar os perfis de personalidade de pilotos italianos.[73][74][75]
- A versão curta da Dark triad (SD-3) examina três traços socialmente inaceitáveis: narcisismo, maquiavelismo e psicopatia.[76][77]
- O Dark Triad Dirty Dozen (DTDD) é uma versão de 12 itens de um teste da tríade negra.[78]

### Testes de personalidade do modelo dos cinco fatores
Diferentes tipos dos Cinco Grandes traços de personalidade:
- O NEO PI-R, ou o Revised NEO Personality Inventory, é uma das medidas mais significativas do Modelo dos Cinco Fatores (FFM). A medida foi criada por Costa e McCrae e contém 240 itens na forma de frases. Costa e McCrae dividiram cada um dos cinco domínios em seis facetas, totalizando 30 facetas, e alteraram a forma como o FFM é medido.[79]
- O Five-Factor Model Rating Form (FFMRF) foi desenvolvido por Lynam e Widiger em 2001 como uma alternativa mais curta ao NEO PI-R. O formulário consiste em 30 facetas, 6 para cada um dos Cinco Grandes fatores.[80]
- O Ten-Item Personality Inventory (TIPI) e o Five Item Personality Inventory (FIPI) são formulários de avaliação muito abreviados dos traços de personalidade dos Cinco Grandes.[81]
- O Five Factor Personality Inventory – Children (FFPI-C) foi desenvolvido para medir traços de personalidade em crianças com base no Modelo dos Cinco Fatores (FFM).[82]
- O Big Five Inventory (BFI), desenvolvido por John, Donahue e Kentle, é um questionário de autorrelato com 44 itens composto por adjetivos que avaliam os domínios do Modelo dos Cinco Fatores (FFM). O Big Five Inventory de 10 itens é uma versão simplificada do consagrado BFI. Ele foi desenvolvido para fornecer um inventário de personalidade sob restrições de tempo. O BFI-10 avalia as cinco dimensões do BFI utilizando apenas dois itens para cada uma, reduzindo o comprimento do BFI.[83][84]
- A Entrevista Semiestruturada para a Avaliação do Modelo dos Cinco Fatores (SIFFM) é a única entrevista semiestruturada destinada a medir um modelo de personalidade ou transtorno de personalidade. A entrevista avalia os cinco domínios e 30 facetas conforme apresentados pelo NEO PI-R, e adicionalmente avalia tanto os extremos normais quanto os anormais de cada faceta.[85]